# 吉良満家
吉良 満家（きら みついえ）は、南北朝時代の武将。第2代奥州管領。

## 生涯
初代奥州管領・吉良貞家の嫡男として誕生した。
奥州（武蔵）吉良氏（前期東条吉良氏）は、興国6年/康永4年/貞和元年（1345年）に吉良貞家が奥州管領に任じられたのを機会に、一家を挙げて三河国から陸奥国へ移り、多賀城を拠点に奥州平定に務めた。観応の擾乱の際には足利直義に味方して、同じ奥州管領である畠山国氏を滅ぼし単独の奥州管領となる。その後、足利尊氏に帰順、一時幕府の内訌に乗じた南朝軍に多賀城を奪われたが、正平7年/観応3年/文和元年（1352年）3月に奪回し、翌年5月には南朝の拠点宇津峰城を陥落させた。
奥州の大半を平定した吉良氏であったが、正平8年/文和2年（1353年）末を最後に惣領貞家の発給文書は現れなくなり、翌年春頃までの間に没したものと考えられる。満家が家督と奥州管領職を継いだが、継承の混乱に乗じて、吉良氏に滅ぼされた畠山国氏の遺児・国詮や家運挽回を図る前奥州総大将・石塔義房の子である義憲が行動を起こす。このうち石塔義憲が勢力糾合に成功し、正平9年/文和3年（1354年）6月20日に多賀城を攻撃、2日間の合戦に敗れた満家は、一旦伊達郡の伊達氏の館へ逃れ味方を募っている。7月半ばには多賀城の奪還が成功し、満家は勲功のあった者に褒賞を与えている。
石塔義憲を多賀城より駆逐し一先ず状況は安定したが、同じ頃、中央から斯波家兼が新たに奥州管領に任じられ下向したため、奥州管領職は再び併立制となった。満家は発給文書により正平11年（1356年）10月まで動向が確認できるが、その後は不明であり早逝したと考えられている。
満家没後、子・持家が幼少だったためか、弟・治家と叔父・貞経の間で対立が起こり、内紛を見た国人は吉良氏を見限ったため奥州吉良氏は没落し、一方逐電した治家は上野国碓氷郡飽間郷を与えられ鎌倉公方に仕えた。